# جوزيف كوديلكا
جوزيف كوديلكا (بالفرنسية: Josef Koudelka)‏(ولد في 10 كانون الثاني/يناير 1938 في مورافيا)، هو مصور فرنسي من أصل تشيكي، يعيش ويعمل في باريس وبراغ.

## روابط خارجية
- جوزيف كوديلكا على موقع IMDb (الإنجليزية)
- جوزيف كوديلكا على موقع الموسوعة البريطانية (الإنجليزية)
- جوزيف كوديلكا على موقع مونزينجر (الألمانية)
- جوزيف كوديلكا على موقع ميوزك برينز (الإنجليزية)
- جوزيف كوديلكا على موقع ديسكوغز (الإنجليزية)